# Coccinelle (azienda)
Coccinelle è un'azienda di moda italiana, specializzata in pelletteria e accessori del segmento "lusso accessibile". Dal 2016 è interamente controllata dal gruppo coreano E-Land.

## Storia

### Gli inizi
È stata fondata nel 1978 da Giacomo Mazzieri (Mino) (allora quarantaseienne) a Sala Baganza dove ha ancora oggi la propria sede. Il nome fu scelto da Mazzieri per riassumere tre diversi significati: la coccinella è in primo luogo un simbolo beneaugurante, in secondo luogo è fragile ma protetta da una corazza, volendo con questo indicare l'incontro fra un'anima adolescenziale e una più adulta, infine in quanto insetto la coccinella rappresentava un simbolo ambientalista.
Da neofita, Mazzieri non aveva le competenze tecniche necessarie per mettere in piedi un laboratorio, pertanto si limitò, primo nella storia della provincia parmense, a impostare un'azienda piccola ma flessibile, i cui pochi dipendenti (una dozzina) non si focalizzavano sulla produzione diretta, ma principalmente sui modelli (un laboratorio di protitipia gestito da Oriano Bassi) e sugli acquisti.

### L'espansione
Il primo negozio monomarca viene inaugurato a Milano nel 1995, quando l'azienda raggiunge gli 80 dipendenti, mentre la filiale tedesca del gruppo, la Coccinelle Deutschland GmbH viene fondata nel 1997 e inizia a gestire gli show room di Amburgo, Düsseldorf e Monaco di Baviera.
Nel 1998 il catalogo si allarga a accessori quali occhiali da sole e bigiotteria. Nel 2000 il processo di affermazione sui mercati internazionali si accelera e l'azienda conta l'anno successivo 1300 punti vendita multimarca e 27 negozi monomarca in tutto il mondo, incluse capitali europee come Berlino, Londra e Parigi. Il fatturato dal mercati esteri raggiunge un terzo del totale.
Nel 2008 si raggiungono oltre 50 flagship stores. Nel 2011 il mercato italiano è ancora predominante, ma inizia l'espansione in Asia e il fatturato supera i 50 milioni. I negozi multibrand toccano quota 1100 a livello mondiale. A metà 2012 è stato aperto un negozio monomarca (il 91º) a Ulan Bator, capitale della Mongolia. A Novembre 2014 Coccinelle apre una nuova boutique a Londra in Brompton Road. Sono oltre 100 i negozi monomarca nel mondo.

### Cambi di proprietà
Nel 2006, tramite la società "Antichi Pellettieri", la partecipazione di maggioranza della società è passata al gruppo Mariella Burani.
Il 7 marzo 2012, l'intero pacchetto azionario è stato ceduto al gruppo sudcoreano E-Land Europe. Fino al 2016 Angelo Mazzieri, figlio maggiore del fondatore, che guidava la società da quindici anni dopo esservi entrato nel 1982 dopo il servizio militare, è rimasto amministratore delegato. Dal 2016 l'amministratore delegato è il vicentino Andrea Baldo. Nell'ottobre 2018 Baldo lascia e al suo posto subentra Fabrizio Stroppa, già in azienda.

## L'azienda
Nata come produttrice di borse, la società si è diversificata nel tempo estendendo le proprie produzioni nel campo della piccola pelletteria e degli accessori. È presente nel mondo con una rete distributiva formata nel 2019 da 160 negozi monomarca (32 di proprietà), shop in shops nei principali Department Stores internazionali, corners nei negozi multimarca sia in Italia che all'estero. Nel 2019 aperto a Milano il nuovo show room in corso Venezia.